# 巴拉德罗
巴拉德罗（Varadero，西班牙語，意為「乾涸的船塢」）是古巴马坦萨斯省度假胜地，加勒比最大的度假区之一。

## 地理
巴拉德罗坐落在伊卡克斯半岛，介于卡尔德纳斯湾和佛罗里达海峡之间，在哈瓦那以东140公里，古巴布兰卡公路（Vía Blanca）的东端。半岛只有1.2公里宽，半岛最宽处只有1.2公里宽，以卡瓦马海渠与古巴岛分开。但是半岛向东北方向延伸20多公里，顶端的伊卡克斯角也是古巴岛的最北端。在半岛东北尽头有一自然保护区与原始森林和海滩。伊卡克斯角自然公园是一个面积3.12平方公里，成立于1974年的生态保护区，它包含250米长的安布罗西奥洞穴，芒贡湖（有31种鸟类和24种爬行动物）和骷髅盐场遗址（西班牙人在新世界兴建的最早的盐场之一）。离岸的珊瑚礁是萨瓦纳-卡马圭群岛的最西部。
胡安·瓜尔贝托·戈麦斯机场位于半岛西部，是古巴第三重要的机场，仅次于哈瓦那何塞·马蒂国际机场和古巴圣地亚哥安东尼奥·马赛奥国际机场。 

## 历史
1555年巴拉德罗首次见于记载，最初作为一个船坞（西班牙文：varadero）和盐矿（自1587年起供应大部分西班牙拉丁美洲舰队，1961年关闭）。然而，巴拉德罗作为城市的创建日期是在1887年12月5日，卡尔德纳斯的十户人家获得许可，在今天的第42和第48街之间建立度假住宅。
1976年7月3日，巴拉德罗设市，行政区划有所调整，划入卡尔德纳斯的一部分。

## 旅游
巴拉德罗是重要的旅游度假胜地，拥有超过20公里的白沙滩。早在19世纪70年代，第一名游客来访，多年来，巴拉德罗被认为是一个精英度假胜地。1910年度赛艇帆船赛开始；5年后建成第一家酒店。1930年代初旅游业增长，美国百万富翁艾琳妮·杜邦在半岛兴建豪宅。许多著名的和声名狼藉的人住在巴拉德罗，例如Al Capone。
1959年古巴革命之后，许多富人的豪宅被没收，改为博物馆。1960年建成8000隔间公园（Parque de las 8000 Taquillas），服务于古巴人和各社会阶层的外国游客。游客可以将他们的财物留在公园的地下室，卫生设施和饮食服务在一楼，可以租用沐浴用品和游泳衣。公园的周边成为城市的中心。20世纪60年代和80年代之间，巴拉德罗变成一个文化中心。在那些年里，中央公园（位于第44街和46街之间）举行了无数音乐会，节日和体育赛事。
20世纪90年代，开始了另一次酒店建设高潮，大部分是四星级和五星级酒店。很多的酒店是与外国企业合作。国际旅游开放后，人口增加, 有些来自古巴其它地方的人具有重要的经济地位。但是，巴拉德罗失去了它的许多社会和文化生活的传统，以酒店为中心的全包旅游，使中央公园，电影院和各种文化聚会场所被忽视最终关闭。始于20世纪80年代的国际嘉年华也停止了。
巴拉德罗除了其最有价值的资源海滩之外，其它天然的旅游景点，还有洞穴，珊瑚礁链，附近还有文化，历史和环境的景点，如马坦萨斯、卡尔德纳斯、萨帕塔半岛和圣米格尔巴尼奥斯。巴拉德罗是一个自由游艇港，还拥有潜水，深海钓鱼，游艇等水上运动设施。
巴拉德罗每年有50多万游客，主要来自欧洲，拉丁美洲和加拿大。访问巴拉德罗的美国游客人数较为有限，因为美国的赫尔姆斯·伯顿法，美国公民作为游客访问古巴被美国视为非法，但古巴一直欢迎美国游客的到来。

## 人口
2007年，巴拉德罗市有大约2万人口，伊卡克斯半岛有7,000人 With 总面积32平方公里, ，人口密度771.3平方公里 771.3人。